# ريكي شارما
ريكي شارما (1 ديسمبر 1978 - ) (بالإنجليزية: Ricky Sharma)‏ هو لاعب كريكت نيجيري. شارك مع منتخب نيجيريا الوطني للكريكت.

## وصلات خارجية
- ريكي شارما على موقع إي آس بي آن كريك إنفو (الإنجليزية)